# Земчёнок, Артём Игоревич
Артём Игоревич Земчёнок (род. 24 июня 1991, Москва) — российский хоккеист, защитник.

## Карьера
Воспитанник московской хоккейной школы «Московские пингвины». Начал профессиональную карьеру в 2009 году в составе московского клуба Молодёжной хоккейной лиги «Спартак». Сезон 2011/12 также начинал в молодёжной команде, однако 27 декабря 2011 года в выездном матче против «Северстали» (2:3) дебютировал в КХЛ, проведя на площадке 4 минуты и 55 секунд, сменившись 5 раз за игру.
17 июня 2013 года был выбран владивостокским «Адмиралом» на драфте расширения. 13 октября в гостевом матче против СКА стал одним из соавторов заброшенной шайбы Энвера Лисина, открыв счёт своим очкам в КХЛ. 7 января 2014 года открыл счёт своим заброшенным шайбам в КХЛ, отличившись в домашней игре против череповецкой «Северстали». 22 июня 2018 года покинул «Адмирал» и 4 июля заключил однолетний двусторонний контракт со СКА. 4 мая 2020 года подписал однолетнее соглашение с магнитогорским «Металлургом». 3 мая 2023 года вернулся в СКА. В составе сборной России выиграл Кубок Первого канала 2023. 25 июля 2025 года был обменян в «Ладу».
| Легенда | Легенда                    | Легенда | Легенда                   | Легенда | Легенда    |
| ------- | -------------------------- | ------- | ------------------------- | ------- | ---------- |
| И       | Количество проведённых игр | Штр     | Штрафное время            | +/−     | Плюс-минус |
| Г       | Голы                       | П       | Голевые передачи          | О       | Очки       |
| -       | Статистика неизвестна      | —       | Статистика не учитывалась |         |            |

## Достижения
- Серебряный призёр МХЛ: 2012/13